# 郭維藩 (正德進士)
郭維藩（1475年—1537年），字價夫，号杏東、又号桐岡，河南開封府儀封縣人，軍籍，明朝政治人物，正德辛未進士。累官翰林院學士。

## 生平
弘治十一年（1498年）戊午科河南鄉試第十六名。正德六年（1511年）辛未科進士会试第一百六十一名，第三甲第八十四名。考选翰林院庶吉士，八年十月授检讨，十二年春任會試同考官，四月疏乞归省。
世宗即位，十六年（1521年）十月升南京国子监司业，嘉靖四年（1525年）五月升南京翰林院侍讲学士，视南院事，六年二月丁父忧归，八年再丁母忧。服阕，十年（1531年）起补翰林院侍讲学士，不久改任本院侍读学士，十一年二月与少詹事兼翰林院学士张潮主考壬辰科礼部会试，十二月献《白兔赋》忤旨，被革职，冠带闲住。
嘉靖十五年（1536年）正月以荐起復原职，十六年三月升太常寺少卿兼翰林院侍读学士掌院事，同年卒，十一月賜祭葬。著有《杏東先生文集》。

## 家族
曾祖父郭巖，曾任典史；祖父郭慶，封戶部主事贈奉訓大夫南京刑部員外郎；祖母歐陽氏，贈太宜人；父親郭廷珪（1450年-1527年），字邦器，别號易菴，成化丁未進士，曾任荊州府同知。母賈氏（封宜人）。具庆下。弟维垣、维屏。妻子胡氏（1479年-1536年），举人胡拱辰之女。生一子郭留。孫郭仰山、郭近山。